# Marshall B. Clinard

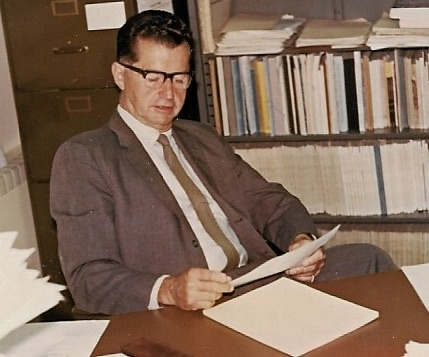
Marshall B. Clinard (1967)

Marshall Barron Clinard (* 12. November 1911 in Boston; † 30. Mai 2010 in Santa Fe, New Mexico) war ein US-amerikanischer Soziologe und Kriminologe, der als Professor an der University of Wisconsin–Madison forschte und lehrte. 1961/62 amtierte er als Präsident der Society for the Study of Social Problems.
Clinard studierte erst an der Stanford University und dann an der University of Chicago, wo er 1941 im Fach Soziologie zum Ph.D. promoviert wurde. Bevor er die Professorenstelle an der University of Wisconsin–Madison antrat, war er als Dozent an verschiedenen US-amerikanischen Hochschulen tätig, darunter der University of Iowa und der Vanderbilt University. Seine Forschungsschwerpunkte waren Devianzsoziologie und Wirtschaftskriminalität.

## Schriften (Auswahl)
- Mit Robert F. Meier: Sociology of deviant behavior. 14. Auflage, Wadsworth Cengage Learning, Belmont 2011, ISBN 978-0-49581-167-1.
- Corporate corruption. The abuse of power. Praeger, New York 1990, ISBN 0275934853.
- Mit Richard Quinney: Criminal Behavior Systems: A Typology, New York 1986.
- Slums and community development. Experiments in self-help. Free Press, New York 1970.
- The black market. A study of white collar crime. Rinehart, New York 1952.